# Lavra
Lavra é uma vila portuguesa do Município de Matosinhos que foi sede da extinta Freguesia de Lavra que tinha 12km² de área e 10 033 habitantes (2011).
A Freguesia de Lavra foi extinta em 2013 no âmbito de uma reforma administrativa nacional, tendo sido agregada às freguesias de Perafita e Santa Cruz do Bispo para formar a União das Freguesias de Perafita, Lavra e Santa Cruz do Bispo.
Por seu lado, a povoação de Lavra foi elevada à categoria de vila em 2003.

## Etimologia
Tratando-se apenas de uma hipótese proposta pelo Dr. Alberto Sampaio, registada na revista Portugália, a palavra Lavra pode ter surgido de La-abra (que significa: a abra, a angra, o pequeno porto) tendo-se obtido labra e que posteriormente evoluiu para Lavra.

## História
Os mais antigos vestígios de presença humana na freguesia são datáveis do segundo milénio a.C.. Trata-se de fossas escavadas no solo da Idade do Bronze, confirmando a importância da região, tanto na Pré-História como na Antiguidade Clássica e Idade Média. Estes vestígios juntam-se a outros já identificados numa sondagem de 2004 junto à Igreja Paroquial que poderão remontar ao terceiro milénio a.C.. Existem ainda vestígios de antas, em particular junto à Igreja Paroquial e no lugar de Antela, que lhes toma o topónimo. Já nas inquirições feitas na compilação das Memórias Paroquiais de 1758, se destacava a presença dessas sepulturas na região:
| “ | [...] e tambem por se acharem ao fazer desta Igreja que ainda he moderna alguas sepulturas de pedra grandes, e agigantadas ao modo antigo, e outras de tejolo; e ao fazer da mesma Igreja se acharam nas sepulturas corpos inteiros em pó, que assoprando lhe se desfaziam, o que eu vi com os olhos, que me admirey de ver a grandeza dos ditos corpos por serem agigantados. | ” |

Regista-se também a presença povoados fortificados dos períodos da Idade do Ferro e romano.
Com a conquista da Península por Augusto e a divisão que impôs à Hispânia, Lavra ficou integrada na província romana de Terraconense. Pela primeira vez, o domínio romano, nas suas mais variadas vertentes, se impôs neste território. É uma realidade nova que se começa a construir num território que, durante séculos, fora vivendo em povoados dispersos e onde o coletivismo era a forma de organização interna dominante nesses mesmos povoados. Os romanos criaram a indústria do garum, da salga do peixe, a qual é conhecida pela arqueologia. Também pela toponímia local (ainda hoje visível nos vários lugares da vila), pode concluir-se que Lavra foi uma importante vila rural romana, chamada vila labra.
No Catálogo dos Bispos do Porto, regista-se que no ano de 1287, a Igreja do Salvador de Lavra era pertença do Mosteiro de Santo Tirso, da Ordem de São Bento. Certas fontes indicam inclusive a existência de um mosteiro desta ordem beneditina, o Mosteiro de S. Salvador de Lavra.
Regista-se ainda que em 1623, a freguesia do Salvador de Lavra registava 510 pessoas em comunhão e 92 menores, sendo comenda da Ordem de Cristo.
Lavra foi também importante no período de restauração do Liberalismo em Portugal, nomeadamente nas Guerras Liberais (1828 - 1834), sendo palco do desembarque do rei D. Pedro IV na Praia dos Ladrões, em Pampelido, que, depois desse acontecimento, a 8 de Julho de 1832, se passou a chamar Praia da Memória, conservando um obelisco em memória do desembarque.
A reforma administrativa de 6 de novembro de 1836, retirou Lavra, na altura constituída por 300 fogos, da administração de Leça do Balio e anexou-a ao concelho de Bouças (atual Matosinhos).
A 17 de junho de 1856, o surto de cólera morbus que atacava o país deu entrada no concelho de Bouças, sendo a freguesia de Lavra uma das mais afetadas. Um dos casos registados que acabou por recuperar foi o do médico Manuel Domingues dos Santos. Os depósitos de algas e sargaços usados para adubo foram apontados como causa da propagação da epidemia na vila de Matosinhos, enquanto que em Lavra a presença de terrenos pantanosos facilitaria a presença de febres intermitentes como a febre tifoide que já tinha atacado a freguesia.
A 3 de junho de 1945, quase um mês depois da rendição incondicional da Alemanha Nazi durante a Segunda Guerra Mundial, o submarino alemão U-1277 foi afundado ao largo do Cabo do Mundo pela própria tripulação para evitar que este caísse em mãos inimigas. A tripulação abandonou a embarcação em barcos de borracha e chegou à costa com a ajuda de pescadores locais de Angeiras. Os tripulantes foram transferidos para o Forte de São João Baptista da Foz, no Porto, e posteriormente enviados para Inglaterra onde permaneceram prisioneiros durante três anos.
Foi elevada a vila em 1 de Julho de 2003.

## Geografia
Era a freguesia mais a norte do Município de Matosinhos. Era banhada a oeste pelo oceano Atlântico e fazia fronteira, a norte, com o Município de Vila do Conde, delimitada pelo Rio Onda, com o da Maia a este e a sul com a freguesia de Perafita. Englobava os lugares de Angeiras, Antela, Avilhoso, Cabanelas, Lavra, Paiço, Praia de Angeiras e Pampelido.
O relevo é pouco acidentado elevando-se suavemente desde a linha do mar até ao interior. Existem alguns cursos de água que aqui desaguam sendo o mais importante o Rio Onda.

## População
| População da freguesia de Lavra | População da freguesia de Lavra | População da freguesia de Lavra | População da freguesia de Lavra | População da freguesia de Lavra | População da freguesia de Lavra | População da freguesia de Lavra | População da freguesia de Lavra | População da freguesia de Lavra | População da freguesia de Lavra | População da freguesia de Lavra | População da freguesia de Lavra | População da freguesia de Lavra | População da freguesia de Lavra | População da freguesia de Lavra |
| ------------------------------- | ------------------------------- | ------------------------------- | ------------------------------- | ------------------------------- | ------------------------------- | ------------------------------- | ------------------------------- | ------------------------------- | ------------------------------- | ------------------------------- | ------------------------------- | ------------------------------- | ------------------------------- | ------------------------------- |
| 1864                            | 1878                            | 1890                            | 1900                            | 1911                            | 1920                            | 1930                            | 1940                            | 1950                            | 1960                            | 1970                            | 1981                            | 1991                            | 2001                            | 2011                            |
| 1 481                           | 1 685                           | 1 939                           | 2 164                           | 2 452                           | 2 643                           | 2 950                           | 3 733                           | 4 450                           | 5 064                           | 5 944                           | 7 682                           | 8 894                           | 9 408                           | 10 033                          |

| Distribuição da População por Grupos Etários | Distribuição da População por Grupos Etários | Distribuição da População por Grupos Etários | Distribuição da População por Grupos Etários | Distribuição da População por Grupos Etários | Distribuição da População por Grupos Etários | Distribuição da População por Grupos Etários | Distribuição da População por Grupos Etários | Distribuição da População por Grupos Etários | Distribuição da População por Grupos Etários |
| -------------------------------------------- | -------------------------------------------- | -------------------------------------------- | -------------------------------------------- | -------------------------------------------- | -------------------------------------------- | -------------------------------------------- | -------------------------------------------- | -------------------------------------------- | -------------------------------------------- |
| Ano                                          | 0-14 Anos                                    | 15-24 Anos                                   | 25-64 Anos                                   | > 65 Anos                                    |                                              | 0-14 Anos                                    | 15-24 Anos                                   | 25-64 Anos                                   | > 65 Anos                                    |
| 2001                                         | 1 520                                        | 1 383                                        | 5 379                                        | 1 126                                        |                                              | 16,2%                                        | 14,7%                                        | 57,2%                                        | 12,0%                                        |
| 2011                                         | 1 515                                        | 944                                          | 6 051                                        | 1 523                                        |                                              | 15,1%                                        | 9,4%                                         | 60,3%                                        | 15,2%                                        |

## Cultura

### Educação
Atualmente, Lavra possuí três escolas de 1.º ciclo e uma de 2.º e 3.º ciclos, sendo esta última a sede do agrupamento.
- Escola Básica de Agudela
- Escola Básica de Cabanelas
- Escola Básica da Praia de Angeiras
- Escola E.B. 2,3 Dr. José Domingues dos Santos, cujo topónimo provém de José Domingues dos Santos, primeiro-ministro da Primeira República Portuguesa nascido na freguesia.

## Património
- Conjunto de tanques da Praia de Angeiras do período romano, soterrados no areal, com réplicas abertas na rocha para exposição.[29][30]
- Mosaico encontrado no Fontão.
- Obelisco da Memória entre as freguesias de Lavra e Perafita. Importante monumento sobre a história das guerras liberais.
- Submarino alemão da Segunda Guerra Mundial, U-1277, afundado a 30 metros de profundidade e a 2,5 milhas da costa, acessível a visita por mergulho.[19][20][21]
- A Escola E.B 2,3 Dr. José Domingues dos Santos possuí um museu etnográfico.